# Avanzar (partido político ugandés)
Avanzar (en inglés: Go Forward) es un partido político ugandés de ideología demócrata fundado en agosto de 2015 por Amama Mbabazi, ex Primer ministro, y por otros miembros desertores del Movimiento de Resistencia Nacional, luego de que Mbabazi quisiera obtener la nominación del partido en lugar de Yoweri Museveni, el presidente de Uganda desde hacía treinta años. En las elecciones generales de 2016, junto con el Congreso Popular de Uganda, el Foro de la Justicia y el Partido Democrático presentó un Mbabazi como candidato presidencial, en una coalición conocida como Alianza Democrática, a la que inicialmente adhirió el Foro para el Cambio Democrático (el partido opositor más grande de Uganda), que más tarde se retiró. La campaña se desarrolló con varios problemas y casos de intimidación y arrestos arbitrarios. Sin embargo, Avanzar no obtuvo ningún escaño en el Parlamento, y Mbabazi solo obtuvo el 1.39% de los votos, quedando en tercer lugar detrás de Kizza Besigye y el Museveni.